# Zheng Siwei
Dans ce nom chinois, le nom de famille, Zheng, précède le nom personnel.
Zheng Siwei (chinois simplifié : 郑思维), né le 26 février 1997 à Wenzhou est un joueur de badminton chinois, spécialiste du double mixte.
Il est premier au classement mondial avec Chen Qingchen entre décembre 2016 et avril 2018, puis avec Huang Yaqiong depuis le 9 août 2018.

## Palmarès

### Championnats du monde
Lors des championnats du monde 2017, il décroche une médaille d'argent en double mixte, associé à sa compatriote Chen Qingchen. Ils sont battus en finale par les indonésiens Tontowi Ahmad et Liliyana Natsir, champions olympiques en titre.
Lors de l'édition 2018 disputée à Nankin (Chine), il remporte le titre en double mixte associé cette fois à Huang Yaqiong. Ils sont têtes de série numéro 1 et battent en finale leurs compatriotes Wang Yilyu et Huang Dongping, têtes de série numéro 2. En 2019 ils rééditent leur performance à Bâle (Suisse) face aux thaïlandais Dechapol Puavaranukroh et Sapsiree Taerattanachai.

### Championnats d'Asie
Associé à Huang Yaqiong en double mixte, Zheng Siwei décroche une médaille de bronze aux Championnats d'Asie 2018 (en).

### Par équipes

#### Sudirman Cup
Zheng Siwei fait partie de l'équipe chinoise lors de la Sudirman Cup 2017 qui se déroule à Gold Coast en Australie. La Chine y décroche une médaille d'argent, défaite en finale par la Corée du Sud. En double mixte avec Chen Qingchen, il dispute un match en phase de poule et un autre lors de la demi-finale.

#### Thomas Cup
En 2016, Zheng Siwei fait partie de l'équipe nationale qui dispute la Thomas Cup à domicile, à Kunshan en Chine. Il dispute quatre rencontres en double hommes : une associé à Hong Wei et trois avec Li Junhui. La Chine est éliminée par la Corée du Sud dès les quarts de finale.
En 2018, il fait partie de l'équipe qui se rend en Thaïlande pour prendre part à la compétition. Les Chinois s'imposent en finale 3 à 1 face au Japon. Il ne dispute qu'un double hommes en phase de poule, associé à Wang Yilyu.

### Parcours junior
| Année     | Épreuve        | Partenaire     | Résultat |
| --------- | -------------- | -------------- | -------- |
| 2013 (en) | Double garçons | Huang Kaixiang | Argent   |
| 2013 (en) | Par équipes    | -              | Bronze   |
| 2014 (en) | Par équipes    | -              | Or       |
| 2015 (en) | Double garçons | He Jiting      | Or       |
| 2015 (en) | Double mixte   | Chen Qingchen  | Or       |
| 2015 (en) | Par équipes    | -              | Or       |

| Année     | Épreuve        | Partenaire     | Résultat |
| --------- | -------------- | -------------- | -------- |
| 2013 (en) | Double garçons | Huang Kaixiang | Argent   |
| 2013 (en) | Par équipes    | -              | Or       |
| 2014 (en) | Double garçons | Huang Kaixiang | Or       |
| 2014 (en) | Par équipes    | -              | Or       |
| 2015 (en) | Double garçons | He Jiting      | Or       |
| 2015 (en) | Double mixte   | Chen Qingchen  | Or       |
| 2015 (en) | Par équipes    | -              | Or       |

### Tournois
| Année | Tournoi                  | Catégorie                | Partenaire     | Résultat  |
| ----- | ------------------------ | ------------------------ | -------------- | --------- |
| 2017  | Open de Malaisie         | BWF Super Series Premier | Fu Haifeng     | Finaliste |
| 2015  | Open de Nouvelle-Zélande | BWF Grand Prix Gold      | Huang Kaixiang | Vainqueur |
| 2014  | Open GPG d'Inde          | BWF Grand Prix Gold      | Huang Kaixiang | Finaliste |

| Année | Tournoi                        | Catégorie                   | Partenaire    | Résultat  |
| ----- | ------------------------------ | --------------------------- | ------------- | --------- |
| 2023  | Open d'Angleterre              | Super 1000                  | Huang Yaqiong | Vainqueur |
| 2022  | Open de France                 | Super 750                   | Huang Yaqiong | Vainqueur |
| 2022  | Open du Danemark               | Super 750                   | Huang Yaqiong | Vainqueur |
| 2022  | Masters de Malaisie            | Super 500                   | Huang Yaqiong | Vainqueur |
| 2022  | Open de Malaisie               | Super 750                   | Huang Yaqiong | Vainqueur |
| 2022  | Open d'Indonésie               | Super 1000                  | Huang Yaqiong | Vainqueur |
| 2022  | Masters d'Indonésie            | Super 500                   | Huang Yaqiong | Vainqueur |
| 2018  | Open de Malaisie               | Super 750                   | Huang Yaqiong | Vainqueur |
| 2018  | Open d'Angleterre              | Super 1000                  | Huang Yaqiong | Finaliste |
| 2018  | Masters d'Indonésie            | Super 500                   | Huang Yaqiong | Vainqueur |
| 2018  | Masters de Malaisie            | Super 500                   | Huang Yaqiong | Finaliste |
| 2017  | Dubai World Superseries Finals | Finales des Masters         | Chen Qingchen | Vainqueur |
| 2017  | Open de Hong Kong              | BWF Super Series            | Huang Yaqiong | Vainqueur |
| 2017  | Open de Chine                  | BWF Super Series Premier    | Chen Qingchen | Vainqueur |
| 2017  | Open de France                 | BWF Super Series            | Chen Qingchen | Finaliste |
| 2017  | Open du Danemark               | BWF Super Series Premier    | Chen Qingchen | Finaliste |
| 2017  | Open d'Australie               | BWF Super Series            | Chen Qingchen | Vainqueur |
| 2017  | Open d'Indonésie               | BWF Super Series Premier    | Chen Qingchen | Finaliste |
| 2017  | Open de Malaisie               | BWF Super Series Premier    | Chen Qingchen | Vainqueur |
| 2017  | Open d'Inde                    | BWF Super Series            | Chen Qingchen | Finaliste |
| 2017  | Open de Macao                  | BWF Grand Prix Gold         | Huang Yaqiong | Vainqueur |
| 2016  | Dubai World Superseries Finals | Finales des Masters         | Chen Qingchen | Vainqueur |
| 2016  | Open de France                 | BWF Super Series            | Chen Qingchen | Vainqueur |
| 2016  | Open du Danemark               | BWF Super Series Premier    | Chen Qingchen | Finaliste |
| 2016  | Open de Corée du Sud           | BWF Super Series            | Chen Qingchen | Finaliste |
| 2016  | Open du Japon                  | BWF Super Series            | Chen Qingchen | Vainqueur |
| 2016  | Open d'Australie               | BWF Super Series            | Chen Qingchen | Finaliste |
| 2016  | Bitburger Open                 | BWF Grand Prix Gold         | Chen Qingchen | Vainqueur |
| 2016  | Open de Taïwan                 | BWF Grand Prix Gold         | Chen Qingchen | Vainqueur |
| 2016  | Masters de Chine               | BWF Grand Prix Gold         | Chen Qingchen | Finaliste |
| 2016  | Open de Nouvelle-Zélande       | BWF Grand Prix Gold         | Lin Yinhui    | Finaliste |
| 2016  | Masters de Thaïlande           | BWF Grand Prix Gold         | Chen Qingchen | Vainqueur |
| 2016  | Masters de Malaisie            | BWF Grand Prix Gold         | Lin Yinhui    | Vainqueur |
| 2015  | Open du Brésil                 | BWF Grand Prix              | Chen Qingchen | Vainqueur |
| 2015  | Open de Nouvelle-Zélande       | BWF Grand Prix Gold         | Chen Qingchen | Vainqueur |
| 2015  | Lingshui China Masters (en)    | BWF International Challenge | Chen Qingchen | Vainqueur |
| 2014  | Bitburger Open                 | BWF Grand Prix Gold         | Chen Qingchen | Vainqueur |